# Coupe de Chine 2016
Navigation
Édition précédente Édition suivante
La Coupe de Chine est une compétition internationale de patinage artistique qui se déroule en Chine au cours de l'automne. Elle accueille des patineurs amateurs de niveau senior dans quatre catégories: simple messieurs, simple dames, couple artistique et danse sur glace.
La quatorzième Coupe de Chine est organisée du 18 au 20 novembre 2016 au palais omnisports de Pékin. Elle est la cinquième compétition du Grand Prix ISU senior de la saison 2016/2017.

## Résultats

### Messieurs
| Rang | Nom              | Pays       | Points | Programme court | Programme court | Programme libre | Programme libre |
| ---- | ---------------- | ---------- | ------ | --------------- | --------------- | --------------- | --------------- |
| 1    | Patrick Chan     | Canada     | 279.72 | 3               | 83.41           | 1               | 196.31          |
| 2    | Jin Boyang       | Chine      | 278.54 | 1               | 96.17           | 2               | 182.37          |
| 3    | Sergey Voronov   | Russie     | 243.76 | 4               | 82.93           | 4               | 160.83          |
| 4    | Max Aaron        | États-Unis | 242.74 | 5               | 81.67           | 3               | 161.07          |
| 5    | Yan Han          | Chine      | 230.19 | 8               | 75.04           | 5               | 155.15          |
| 6    | Alexander Petrov | Russie     | 228.44 | 9               | 74.21           | 6               | 154.23          |
| 7    | Maksim Kovtun    | Russie     | 221.43 | 10              | 70.10           | 7               | 151.33          |
| 8    | Daniel Samohin   | Israël     | 213.51 | 2               | 83.47           | 10              | 130.04          |
| 9    | Ross Miner       | États-Unis | 213.34 | 6               | 76.73           | 8               | 136.61          |
| 10   | Michal Březina   | Tchéquie   | 211.77 | 7               | 75.86           | 9               | 135.91          |

### Dames
| Rang | Nom                    | Pays       | Points | Programme court | Programme court | Programme libre | Programme libre |
| ---- | ---------------------- | ---------- | ------ | --------------- | --------------- | --------------- | --------------- |
| 1    | Elena Radionova        | Russie     | 205.90 | 2               | 70.75           | 1               | 135.15          |
| 2    | Kaetlyn Osmond         | Canada     | 196.00 | 1               | 72.20           | 3               | 123.80          |
| 3    | Elizaveta Tuktamysheva | Russie     | 192.57 | 4               | 64.88           | 2               | 127.69          |
| 4    | Mai Mihara             | Japon      | 190.92 | 3               | 68.48           | 4               | 122.44          |
| 5    | Rika Hongo             | Japon      | 181.75 | 6               | 63.63           | 6               | 118.12          |
| 6    | Ashley Wagner          | États-Unis | 181.38 | 5               | 64.36           | 7               | 117.02          |
| 7    | Karen Chen             | États-Unis | 179.39 | 9               | 58.28           | 5               | 121.11          |
| 8    | Li Zijun               | Chine      | 172.40 | 7               | 61.32           | 8               | 111.08          |
| 9    | Courtney Hicks         | États-Unis | 163.64 | 8               | 59.86           | 9               | 103.78          |
| 10   | Li Xiangning           | Chine      | 157.27 | 11              | 54.55           | 10              | 102.72          |
| 11   | Zhao Ziquan            | Chine      | 149.12 | 10              | 58.20           | 12              | 90.92           |
| 12   | Joshi Helgesson        | Suède      | 144.64 | 12              | 49.25           | 11              | 95.39           |

### Couples
| Rang | Nom                                    | Pays       | Points | Programme court | Programme court | Programme libre | Programme libre |
| ---- | -------------------------------------- | ---------- | ------ | --------------- | --------------- | --------------- | --------------- |
| 1    | Yu Xiaoyu / Zhang Hao                  | Chine      | 203.76 | 1               | 72.49           | 1               | 131.27          |
| 2    | Peng Cheng / Jin Yang                  | Chine      | 197.96 | 3               | 69.93           | 2               | 128.03          |
| 3    | Lubov Ilyushechkina / Dylan Moscovitch | Canada     | 191.54 | 2               | 71.28           | 3               | 120.26          |
| 4    | Wang Xuehan / Wang Lei                 | Chine      | 182.02 | 4               | 66.45           | 4               | 115.57          |
| 5    | Nicole Della Monica / Matteo Guarise   | Italie     | 176.38 | 5               | 66.39           | 7               | 109.99          |
| 6    | Yuko Kavaguti / Alexandre Smirnov      | Russie     | 175.53 | 6               | 62.90           | 6               | 112.63          |
| 7    | Mari Vartmann / Ruben Blommaert        | Allemagne  | 173.88 | 7               | 60.88           | 5               | 113.00          |
| 8    | Jessica Pfund / Joshua Santillan       | États-Unis | 142.41 | 8               | 50.32           | 8               | 92.09           |

### Danse sur glace
| Rang    | Nom                                    | Pays       | Points | Danse courte | Danse courte | Danse libre | Danse libre |
| ------- | -------------------------------------- | ---------- | ------ | ------------ | ------------ | ----------- | ----------- |
| 1       | Maia Shibutani / Alex Shibutani        | États-Unis | 185.13 | 2            | 73.23        | 1           | 111.90      |
| 2       | Kaitlyn Weaver / Andrew Poje           | Canada     | 181.54 | 1            | 73.78        | 2           | 107.76      |
| 3       | Aleksandra Stepanova / Ivan Bukin      | Russie     | 177.41 | 3            | 72.09        | 3           | 105.32      |
| 4       | Victoria Sinitsina / Nikita Katsalapov | Russie     | 171.94 | 4            | 70.24        | 4           | 101.70      |
| 5       | Natalia Kaliszek / Maksym Spodyriev    | Pologne    | 150.78 | 5            | 60.13        | 6           | 90.65       |
| 6       | Wang Shiyue / Liu Xinyu                | Chine      | 149.80 | 6            | 58.57        | 5           | 91.23       |
| 7       | Anastasia Cannuscio / Colin McManus    | États-Unis | 141.17 | 7            | 53.43        | 7           | 87.74       |
| 8       | Song Linshu / Sun Zhuoming             | Chine      | 130.90 | 8            | 53.20        | 8           | 77.70       |
| 9       | Chen Hong / Zhao Yan                   | Chine      | 117.32 | 9            | 51.54        | 9           | 65.78       |
| Forfait | Alexandra Paul / Mitchell Islam        | Canada     |        |              |              |             |             |

## Source
- Résultats de la Coupe de Chine 2016 sur le site de l'ISU